# Kanton Porto-Vecchio
Der Kanton Porto-Vecchio war bis 2015 ein französischer Wahlkreis im Arrondissement Sartène, im Département Corse-du-Sud und der Region Korsika. Sein Hauptort war Porto-Vecchio.
Der Kanton war 347,87 km² groß und hatte 12.904 Einwohner (1999), was einer Bevölkerungsdichte von 37 Einwohnern pro km² entsprach. Im Mittel lag er 150 Meter über Normalnull, zwischen 0 und 1445 Meter.
Er bestand aus folgenden Gemeinden:
| Gemeinde       | Einwohner | Code postal | Code Insee |
| -------------- | --------- | ----------- | ---------- |
| Conca          | 770       | 20135       | 2A092      |
| Lecci          | 706       | 20137       | 2A139      |
| Porto-Vecchio  | 10.326    | 20137       | 2A247      |
| Sari-Solenzara | 1102      | 20145       | 2A269      |